# Abbazia dei Sette Frati
L'abbazia dei Sette Frati è situata fuori del borgo di Pietrafitta, in provincia di Perugia, sulla strada che conduce a Castiglion Fosco e fu il più significativo insediamento monastico della zona. È dedicata ai sette fratelli martiri romani, figli di santa Felicita: Gennaro, Felice, Filippo, Silano, Alessandro, Vitale e Marziale, vissuti nel II secolo. La loro memoria liturgica è il 23 novembre.

## Storia e descrizione

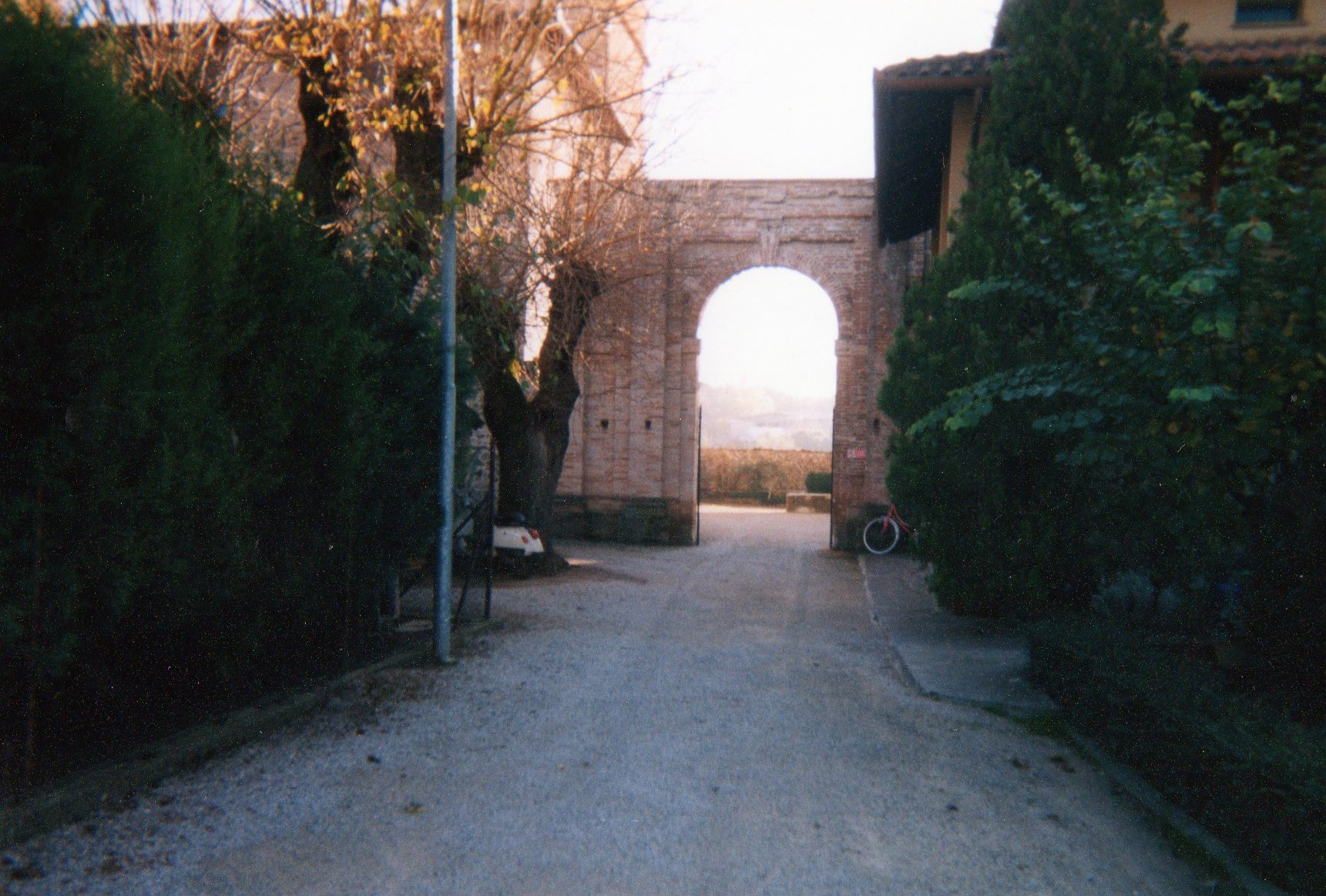
L'arco d'ingresso dell'Alessi

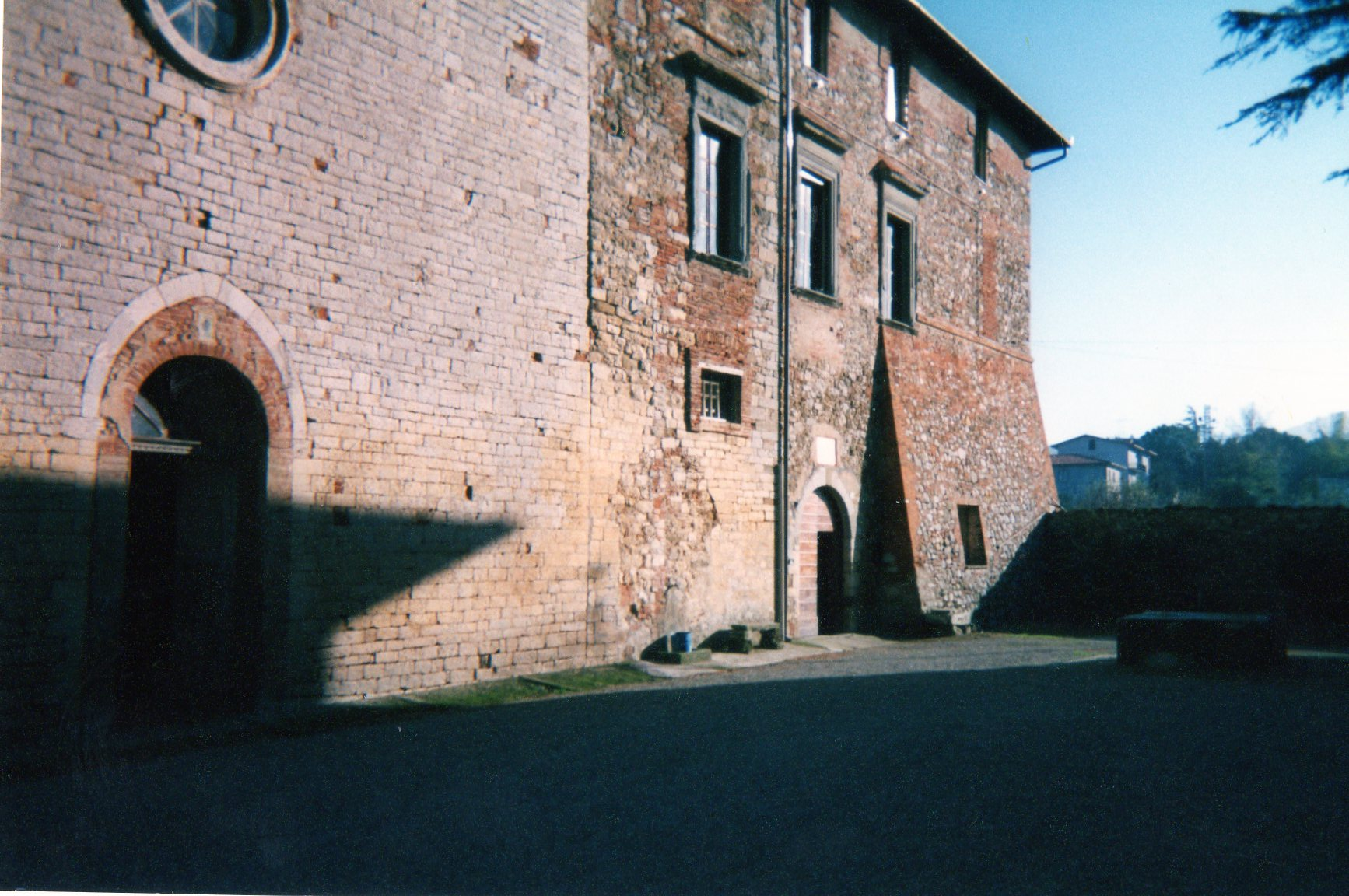
Scorcio della chiesa e della palazzina

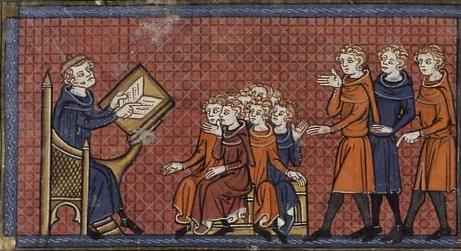
I santi sette fratelli

L'edificio, nei secoli passati, era conosciuto come monastero di San Benedetto. La prima documentazione risale al 1136 allorché la chiesa venne sottomessa al vescovo di Perugia: fu un periodo prospero e l'abbazia era ricca, influente (l'abate sceglieva i parroci del circondario) e fortificata con un solido torrione e merlature. Nel Quattrocento incominciò la sua decadenza, tanto che fu concessa in commenda, cioè l'amministrazione affidata a un soggetto diverso dai monaci.
L'abbazia fu assegnata ad esponenti di insigni famiglie perugine quali i Baldeschi (Niccolò), gli Oddi (Fabrizio), i Baglioni (Gentile). Nel 1560 il papa Pio IV l'attribuì al cardinale Fulvio della Corgna (1517-1583), nipote di Giulio III e fratello del famoso marchese condottiero Ascanio della Corgna. Il porporato, che spesso dimorava nel vicino castello di Pieve del Vescovo e nella lussuosa villa del Colle del Cardinale, volle trasformare il convento in un'amena palazzina di caccia con il quasi certo ausilio dell'architetto Galeazzo Alessi, già progettista del palazzo di Castiglione del Lago, capoluogo dell'omonimo marchesato, di cui Fulvio era pure coreggente, e della residenza di Castel della Pieve.
Nel 1614 il marchese di Castiglione del Lago Fulvio Alessandro della Corgna, erede del cardinale, alienò il complesso, ormai in serio degrado, alla casata Borghese che, nel Settecento, l'accordò in enfiteusi ai Vermiglioli di Perugia. Dopo l'Unità d'Italia fu incamerato dallo Stato che lo vendette ai Cesaroni, indi, nel 1921, alla famiglia Sposini, attuale proprietaria.
Un monumentale arco d'ingresso (supposta opera dell'Alessi) introduce in una vasta corte da cui si accede nella dimora dell'abate e dei monaci, nella sala capitolare e nel deposito dei beni alimentari. Il cardinale Fulvio fece ornare, nel 1570, gli ambienti della palazzina (il loggiato, il portico e il refettorio sono originali dell'antico monastero) con il suo stemma e con affreschi attribuiti a Scilla Pecennini e a Salvio Savini (decoratore di alcune stanze del castiglionese palazzo della Corgna), raffiguranti soggetti raffaelleschi e scene bibliche.
La semplice facciata della chiesa romanica, presenta un tetto a capanna. L'interno è caratterizzato da un'unica navata con volta a botte: sull'altare maggiore si ammira una pala dell'artista perugino cinquecentesco Girolamo Danti con l'effigie della Madonna con i sette fratelli; l'abside è formata da quattro arcate equanimi, nel presbiterio sono custodite reliquie riconducibili ai martiri titolari dell'antica abbazia, nella cripta si notano, infine, interessanti colonne con capitelli romanici.